# Plymouth, Massachusetts
Plymouth är en kommun (town) i Plymouth County, Massachusetts, nordöstra USA, vid Plymouth Bay, cirka sex mil sydost om Boston. Kommunen hade 2007 ett invånartal på 58 300. Plymouth är administrativ huvudort (county seat) i Plymouth County tillsammans med orten Brockton. 

## Historia
Plymouth är den äldsta staden i New England och uppstod ur Plymouthkolonin, det nybygge som "pilgrimsfäderna" där anlade efter att med fartyget "Mayflower" ha landat på en bergudde den 11 december (g.s.) 1620. Udden, Plymouth Rock, eller Forefathers' Rock, är nu prydd med ett monument över tilldragelsen.
Namnet Plymouth härrör från att "Mayflower" hade avseglat från Plymouth i England.

## Näringsliv
Plymouth har textilindustri och på grund av sitt symbolvärde en stor turisttrafik. Historiskt har man även tillverkat tågvirke, ylle och gummivaror i staden.

## Sevärdheter

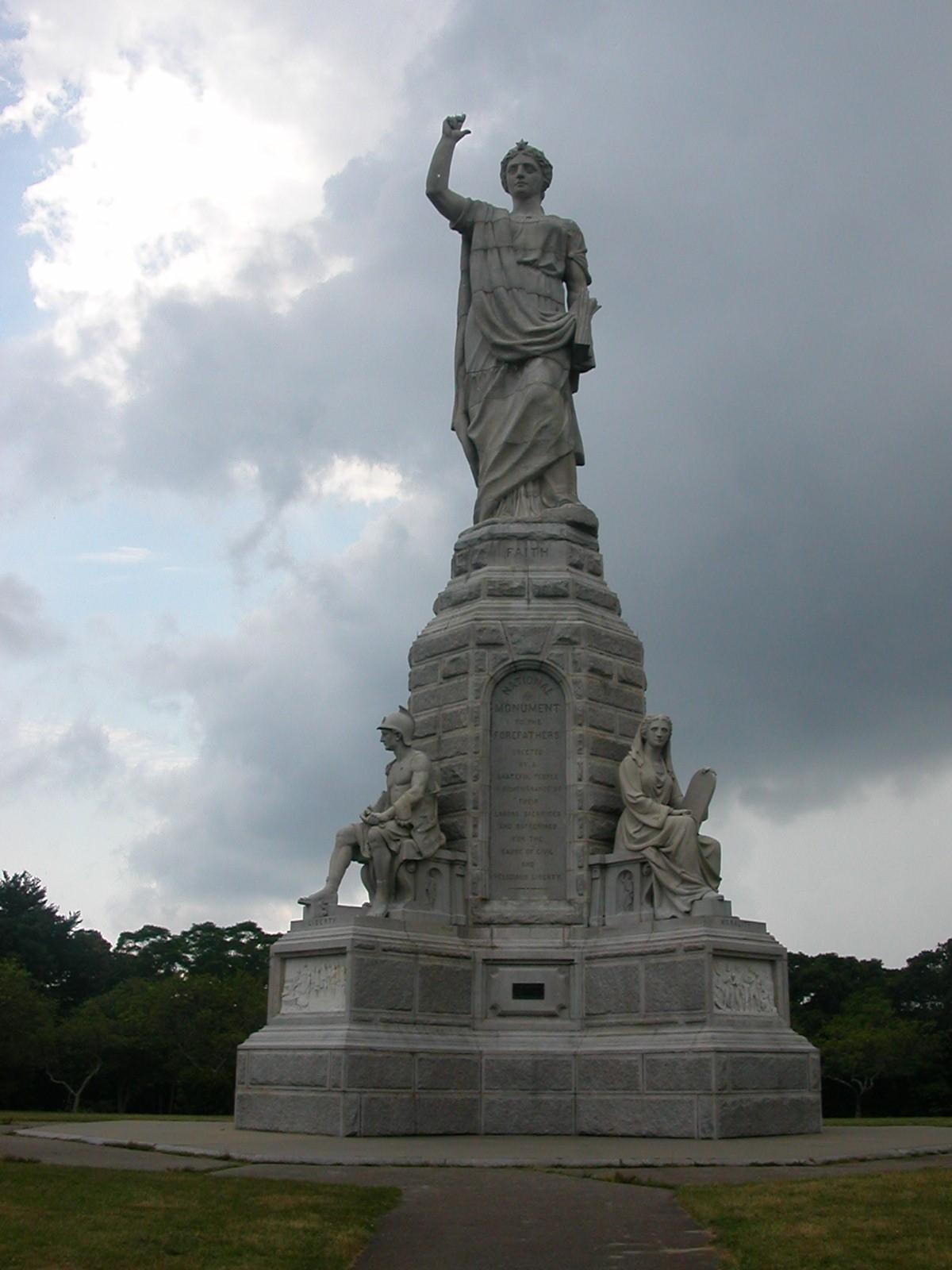
Nationalmonumentet i Plymouth

Den äldsta bebyggelsen är rekonstruerad i Plimoth Plantation, med bland annat Pilgrim Hall (byggd 1824-1825 av Pilgrim Society), som innehåller ett offentligt bibliotek och åtskilliga minnen av fäderna.
Ett nationalmonument, bestående av en 11 meter hög granistaty av Tron (på en 13 meter hög sockel), omgiven av mindre statyer av Dygden, Lagen, Bildningen, och Friheten, invigdes 1889.